# Quinto Asconio Pediano

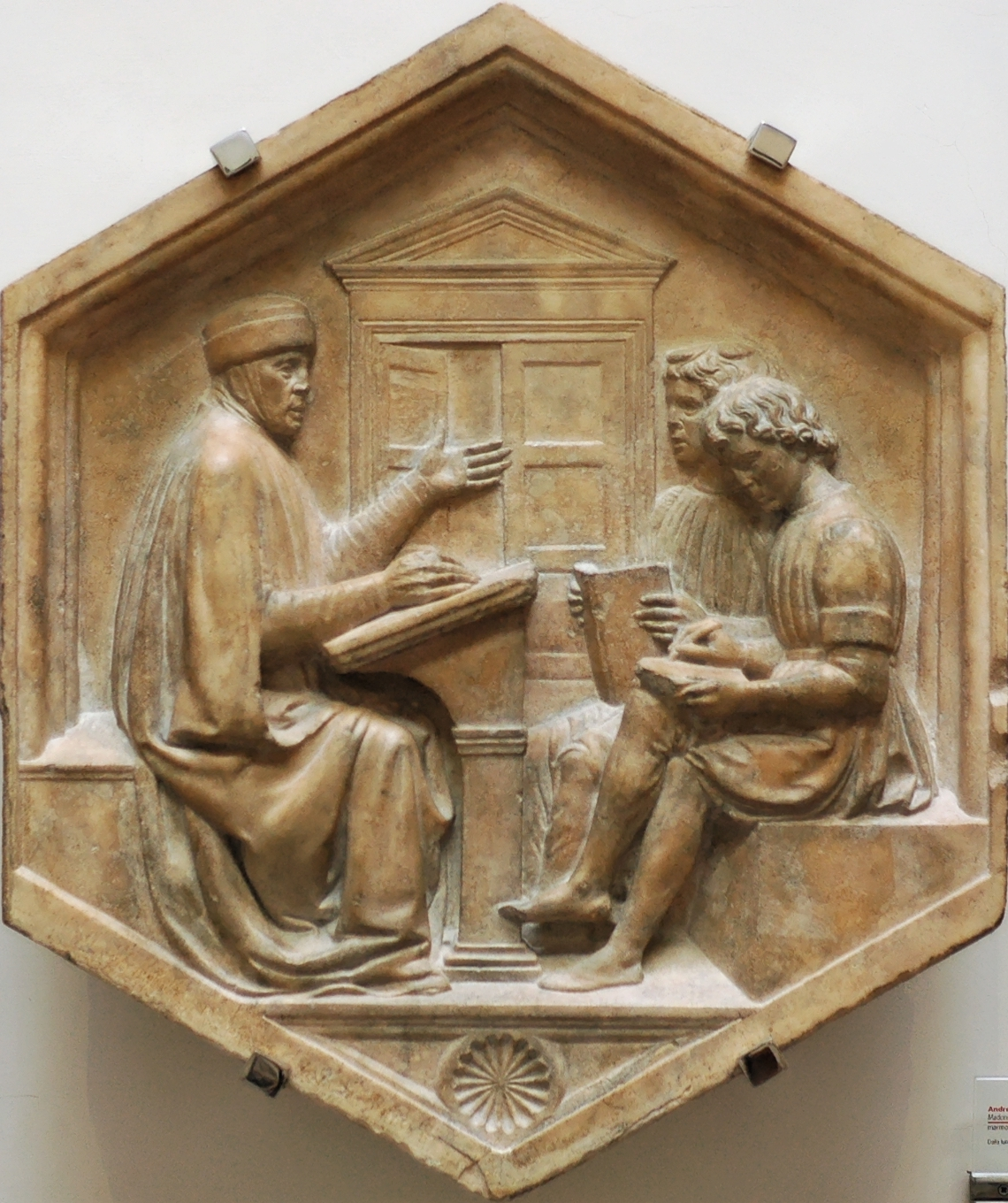
Grammatico e allievo, formella di Luca della Robbia

Quinto Asconio Pediano (in latino Quintus Asconius Pedianus; Padova, forse 9 a.C. – 76) è stato uno storico e grammatico romano.

## Biografia
Asconio era molto probabilmente originario di Patavium (Padova): era, quindi, concittadino di Tito Livio, al quale si riferisce come "mio amico", ma di cui aveva pure criticato la dizione.
Secondo la voce nel Chronicon di Girolamo riguardo al 76, Asconio, "distinto scrittore storico", divenne cieco all'età di settantatré anni e visse per altri dodici anni come una figura universalmente rispettata. Nacque quindi nel 9 a.C., visse per ottantacinque anni fino al 76 ma divenne cieco nel 64.
Fu amico di Asinio Gallo, figlio di Asinio Pollione, che gli confermò, tra le altre cose, come il puer IV ecloga di Virgilio fosse proprio lui.

## Opere
Come detto, Asconio fu essenzialmente un gramaticus, erudito commentatore di quelli che ormai erano i classici della scuola del tempo. 
Perdute sono opere che fanno riferimento alla sua attività di commentatore: un trattato Contra obtrectatores Vergilii (Contro i detrattori di Virgilio), a cui attinsero molto Elio Donato e Servio Mario Onorato; una Vita Sallustii (biografia di Sallustio, in cui accoglieva le dicerie più infamanti sullo storico amiternino,) e un trattato a imitazione del Simposio platonico, di cui informa il lessico Suda.
Della sua attività restano i commenti a cinque orazioni di Cicerone, redatti in una lingua particolarmente semplice e pura. Questi commentarii vanno sotto il nome di Orationum Ciceronis quinque enarratio e trattano, per la porzione restante, il commento alla Contra L. Pisonem, alla Pro M. Scauro, alla Pro Milone, alla Pro Cornelio de maiestate e alla perduta In toga candida. Quest'ultima è un'orazione di Cicerone pronunciata contro Ibrida e Catilina di cui restano pochi frammenti proprio grazie allo studioso padovano.
Il testo di Asconio fu trovato da Poggio Bracciolini in un codice, poi perduto, dell'Abbazia di San Gallo. Ne esistono tre copie: il Madrileno X del Bracciolini, il Pistoiese Forteguerri 37 di Sozomeno da Pistoia e il Laurenziano 50.4 da un apografo di Bartolomeo da Montepulciano.
Risulta, comunque, che avesse commentato le altre orazioni di Cicerone, anche se i frammenti di commenti a 17 orazioni di Cicerone pubblicati e a lui attribuiti da Angelo Mai non gli appartengono, così come non sono suoi, ma di un anonimo del V secolo, i commenti alle Verrine.